# Indofenolo
L'indofenolo è un composto organico capostipite della classe degli indofenoli, e come tali viene utilizzato come colorante. La molecola risulta solubile in etanolo  e NaOH 1 M, mentre è poco solubile in acqua.

## Reattività
L'indofenolo esiste in soluzione in due forme tautomeriche, seppur identiche tra di loro, che caratterizzano la reattività della molecola. L'indofenolo è infatti sensibile al pH della soluzione in cui è disciolto accettando protoni acidi H+ a pH < 7 e cedendo il protone della funzione ossidrilica fenolica a pH > 7, orientando la nube elettronica in relazione alla carica netta acquisita. Tale proprietà rende la molecola un indicatore di pH che appare rosso a pH acido e blu a pH basico.